# Dicranodontium longisetum
Dicranodontium longisetum là một loài Rêu trong họ Dicranaceae. Loài này được (Hook.) R.S. Williams mô tả khoa học đầu tiên năm 1913.